# Stazione di Cassino
La stazione di Cassino è lo scalo ferroviario a servizio della città di Cassino posto lungo la ferrovia Roma-Cassino-Napoli.

## Storia
Di realizzare una stazione a Cassino se ne parlò già nella prima metà dell'Ottocento, con la costruzione di una nuova linea che, da Capua, conducesse fino ad Isoletta di Arce, in prossimità del confine tra Stato Pontificio e Regno delle Due Sicilie. La stazione di San Germano (così si chiamava Cassino prima dell'unità d'Italia) doveva trovarsi nelle immediate vicinanze del centro storico della città. Fu quindi scelta l'ubicazione dell'attuale sede del Tribunale. I lavori partirono ma il nuovo fabbricato non entrò mai in funzione a causa di un problema tecnico: con il proseguimento della linea verso nord, infatti, la ferrovia avrebbe dovuto effettuare una curva troppo stretta nelle vicinanze della stazione. Dopo il 1860 si decise quindi di spostare la stazione a circa 1 km dal centro della città, nell'attuale ubicazione, mentre il vecchio fabbricato fu riutilizzato dal Teatro Manzoni e dal Comune. Nonostante le varie proteste da parte della politica e della cittadinanza locale, dovute allo spostamento della stazione, il nuovo sito si rivelò comunque buono, considerando un'eventuale espansione dell'abitato e la costruzione, nel Novecento, di una funivia che avrebbe collegato la città con la millenaria Abbazia di Montecassino; proprio lì infatti si decise di realizzare la stazione inferiore dell'impianto.
La stazione venne quindi aperta il 25 ottobre 1863 in occasione dell'apertura del tratto Ceprano-Tora.
L'impianto fu raso al suolo durante i bombardamenti della seconda guerra mondiale che causarono anche la distruzione del fabbricato viaggiatori originale. L'edificio fu ricostruito nel secondo dopoguerra.
Il 23 aprile 2020 la stazione viene inserita (insieme ad altre 87 presenti nel Lazio) nel piano di riqualificazione delle Ferrovie dello Stato Italiane.

## Strutture e impianti

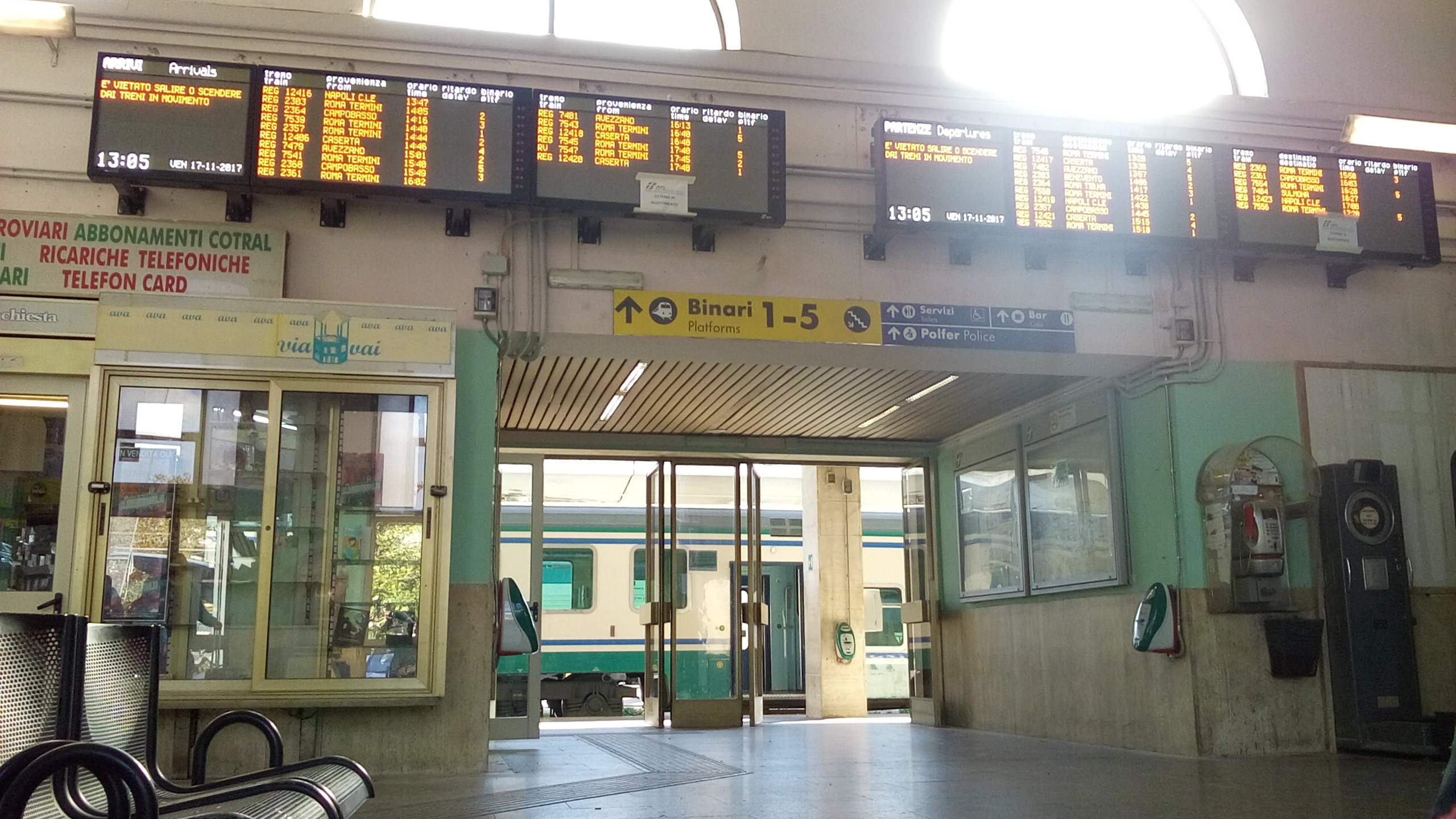
Interno della stazione

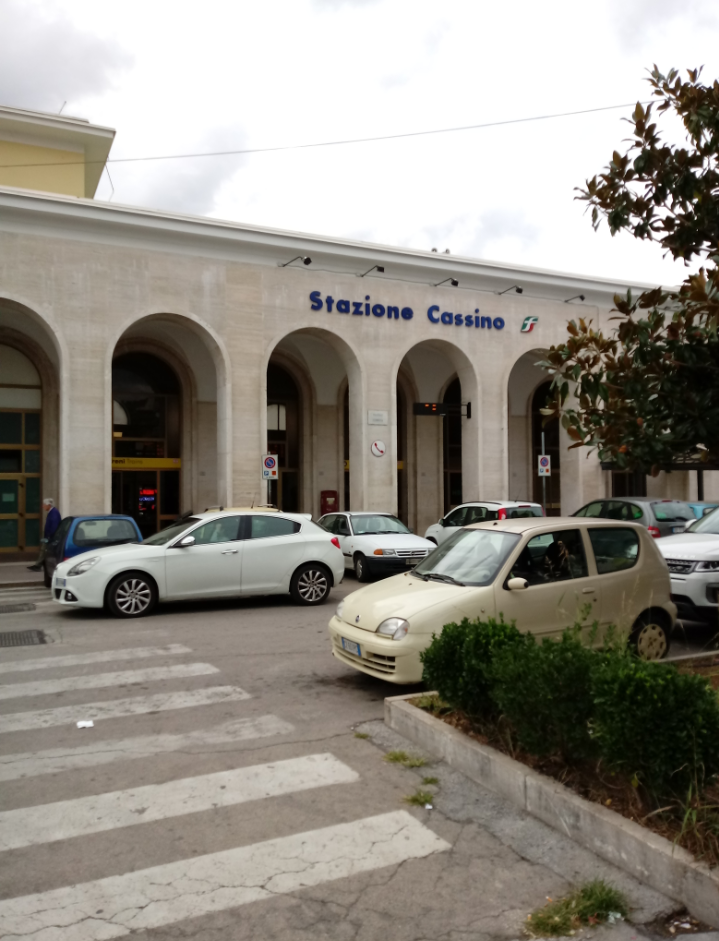
Esterno della stazione

La gestione dell'impianto è affidata a Rete Ferroviaria Italiana. Il fabbricato viaggiatori è una struttura ad un solo piano rivestita in travertino. L'edificio presenta un esonartece composto da otto archi a tutto sesto. Anche l'ingresso alla struttura è garantito da otto porte a centina di uguali dimensioni e poste in corrispondenza con gli archi del nartece.
La stazione dispone di uno scalo merci ancora attivo e di un deposito locomotive dotato di una piattaforma girevole ferroviaria. La pianta dei fabbricati è rettangolare.
Il piazzale è composto da cinque binari. Nel dettaglio:
- binario 1, è un binario su tracciato deviato, dedicato ai treni che hanno Cassino come capolinea;
- binario 2, è il binario di corsa utilizzato dai treni con numerazione dispari;
- binario 3, è un binario di corsa dove effettuano servizio i treni con numerazione pari;
- binario 4, è un binario su tracciato deviato generalmente utilizzato per le precedenze fra i treni con numerazione dispari;
- binario 5, è un binario su tracciato deviato generalmente usato per le eventuali precedenze fra i treni di numerazione pari.

Tutti i binari sono dotati di banchina, riparati da una pensilina in muratura e collegati fra loro da un sottopassaggio.
Sono inoltre presenti altri binari dedicati alla sosta dei carri merci oppure delle vetture passeggeri non in servizio.
Risulta fornita di Biglietteria.

## Movimento
È servita dalla Ferrovia Laziale FL6.
Il traffico passeggeri è costituito da treni regionali svolti da Trenitalia nell'ambito del contratto di servizio stipulato con la Regione Lazio (linea regionale FL6) e da treni a lunga percorrenza (InterCity, InterCity Notte e Frecciarossa) svolti anch'essi da Trenitalia.

## Servizi
La stazione, che RFI classifica nella categoria "Gold", offre i seguenti servizi:
- Biglietteria e Assistenza Clienti (orario di apertura: dal lunedì al venerdì dalle ore 5.55 alle ore 20.37).
- Biglietteria automatica
- Servizi igienici
- Bar
- Sala d'attesa
- Posto di Polizia ferroviaria

## Interscambi
Nel piazzale antistante sono presenti un parcheggio taxi e una fermata automobilistica del Cotral (per spostamenti negli abitati limitrofi), della ditta Magni (per spostamenti urbani) e di diverse altre aziende, che per lo più si interessano di trasporti a più ampio raggio (in primis Flixbus e ATM).
- Fermata autobus
- Stazione taxi

Fra il 1930 e il 1943 presso la stazione sorgeva il capolinea inferiore della funivia per Montecassino.